# دفنة مكنسية
دفنة مكنسية (الاسم العلمي:Daphne penicillata) هي نوع من النباتات تتبع جنس الدفنة من الفصيلة المثنانية.